# Heringia squamulae
Heringia squamulae är en tvåvingeart som först beskrevs av Charles Howard Curran 1921.  Heringia squamulae ingår i släktet gallblomflugor, och familjen blomflugor. Inga underarter finns listade i Catalogue of Life.